# Ostroróg, Tỉnh West Pomeranian
Ostroróg [ɔsˈtrɔruk] (tiếng Đức: Scharpenort) là một ngôi làng thuộc khu hành chính của Gmina Czaplinek, thuộc quận Drawsko, West Pomeranian Voivodeship, ở phía tây bắc Ba Lan. Nó nằm khoảng 12 kilômét (7 mi) về phía đông của Czaplinek, 40 km (25 mi) về phía đông của Drawsko Pomorskie và 122 km (76 mi) về phía đông của thủ đô khu vực Szczecin.